# Engoulevent doré
Caprimulgus eximius
Espèce
Statut de conservation UICN

 LC  : Préoccupation mineure
L'Engoulevent doré (Caprimulgus eximius) est une espèce d'oiseaux de la famille des Caprimulgidae.

## Répartition
Cet oiseau vit à travers le Sahel.